# 拉德洛 (艾奧瓦州)
拉德洛（英語：Ludlow）是位於美國愛荷華州阿勒馬基縣的一個非建制地區。該地的面積和人口皆未知。